# Theisite
La theisite è un minerale che deve il suo nome al suo scopritore Nicholas J. Theis, geologo della Bendix Corporation, che la rinvenne all'interno di una miniera di uranio nei pressi di Durango, Colorado.

## Abito cristallino
Forma cristalli lamellari aggregati in sferule a struttura radiale. La sezione delle sferule è simile a quella della tyrolite.

## Forma in cui si presenta in natura
Si forma all'interno di fratture in rocce sedimentarie riempite da ganga e brecce di quarzo, calcite e barite, cementate da solfati. In particolare nelle zone fortemente ossidate, all'interno di sottili fratture, si forma, tra gli ultimi prodotti dell'alterazione, la theisite. Il colore è verde come la langite. Si rinviene anche in Italia, presso Canale Fondone, Forno, all'interno di formazioni contenenti marmi dolomitici.